# 白鹿傳奇
白鹿傳奇（邵語：inkahiwan qmaqutilh mapuzipuzi a lhkaribush a qnuan a lalawa），一詞起源於台灣原住民邵族追逐獵物「白鹿」，到定居日月潭的神話傳說 。
「白鹿」象徵著祖靈的獻禮，若即若離的引導，使邵族的先人們從遙遠的西半部，一路越過中央山脈、阿里山，來到濁水溪上游，進而發現美麗的「日月潭」。當時未開發的日月潭擁有取之不盡，用之不竭的自然資源，對於邵族人來說猶如人間仙境，於是開疆闢土、舉族遷徙定居於此，世世代代繁衍至今，並將此處稱作「普吉」(即白色之意)，以感念白鹿，也意謂著祖靈與大自然的精神合一。

## 傳說大綱
邵族原本居住在阿里山一帶，有一年為了準備祖靈祭典，名叫帕達木的人帶領族人出發打獵，但過了好幾天都沒有收穫，正當他們苦無進展時，一隻大白鹿從他們眼前跑過（另有一說是獵犬發現），精神為之振奮的族人開始追捕白鹿，一連追了好幾天，沿路在樹幹上削下一片樹皮做為路標，最後白鹿帶著他們來到日月潭邊，跳進湖中消失不見，雖然鹿不見了，但到湖邊喝水的族人發現水裡有很多肥美的魚，而且附近的花草樹木十分漂亮，當時邵族人在山上生活習慣了，不知道魚可不可以吃，便由最年長的人以身試毒，發現沒有問題而且相當美味，獵人們回到部落後通知族人，後來大家決定遷村至當地，並推舉帕達木為第一代頭目。
其他版本
在追著白鹿來到日月潭邊後的故事，其實有許多版本，如因為白鹿不見了，族人只好在湖邊繼續打獵，並且把獵到的山羌拿到湖邊清洗，而山羌的內臟引來許多魚才發現這裡的水產豐富、或是當天晚上那位吃魚的年長者在夢裡看到一個白衣仙女，告訴他白鹿就是自己變成的，因為這裡的環境比較好所以帶他們過來、也有白鹿在湖邊被抓住宰殺，並且由他的內臟引來許多魚、或是當時的獵人隊伍是伊西南可灣、帕拉貝、伊西潘多夏、塔克西塔羅蔓、他庫西央等五人等。

## 其他傳說

### 薩拉芒拉
另有白鹿的故事內容為：過去荷蘭人在台灣擴張勢力時，擴及到邵族的領土，頭目因此苦惱於要作戰還是遷往他處，但要遷移也不知道要遷往哪裡，他記得長者曾說過之前祖先住在山裡，因為受到海邊外族的侵略才抵達現在的地方，但他也不知道那個地方是哪裡，後來他不小心睡著時，遇到一個白鬚老人告訴他因為敵人裝備精良，遷移回原本的祖居地比較好，頭目在醒來後才驚覺那是過去抵抗外族的英雄薩拉芒拉，而這時他家的門前出現一頭高貴的白鹿，正是祖先派來帶領他們回到祖居地的使者，邵族就這樣遷回了水社。因為故事中表明發生時間在西元1616年，當時荷蘭尚未在台灣發展勢力，且內容與邵族本族的傳說相當太遠，因此這則故事的可信度不高。

### 其他族群
邵族周邊的族群：鄒族和布農族的傳說中，也有部分族人追著白鹿遷往日月潭，並且在當地定居的傳說，鄒族也因此視邵族為自己的兄弟族。

## 地點
傳說中白鹿躍入日月潭中的地點是今日日月潭的古亭仔一帶，邵族稱呼當地為「白」（Puzi），也是當初邵族遷來這裡時第一個居住地，後來才因為人口越來越多而遷往他處。

## 現代研究

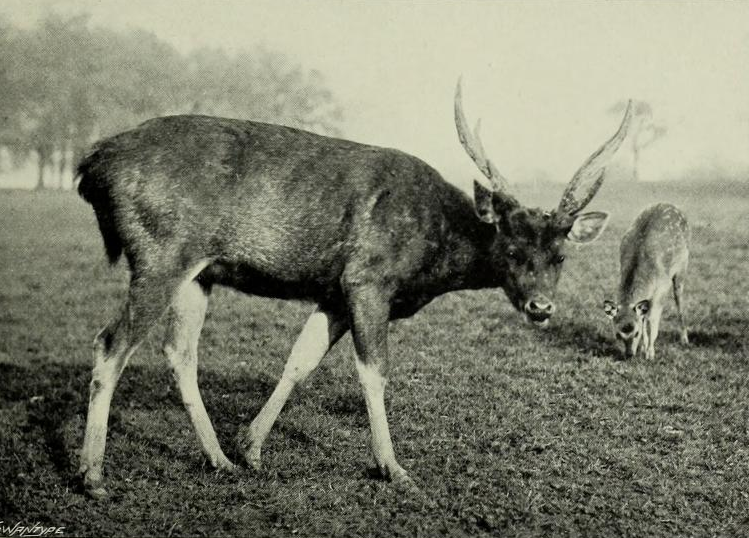
白鹿的形象很有可能來自臺灣水鹿

因為白鹿傳說中的鹿對「水」很靈敏，有人認為很有可能白鹿是以台灣特有的臺灣水鹿為原型，該鹿種是原住民過去主要的獵物之一，且多活動於近水源的草地。
另外，因為傳說中邵族人原本居住在阿里山，因此日治時期的學者把邵族歸類為鄒族的一支，直到近代才正名成功。

## 資料來源
1. ↑  佐山融吉; 大西吉壽. . 台北: 南天書局. 1996.
2. ↑  簡史朗, 孫大川/總策劃. . 出版地: 新自然主義. 2016-08-24. ISBN 9789576968273 （中文（繁體））.
3. ↑  . 新唐人亞太台. 2014-01-02  [2018-07-10] （中文（繁體））.
4. ↑  . 原住民族委員會兒童網. （原始内容存档于2020-03-27）.
5. ↑  李方桂、陳奇祿、唐美君. . 南天. 1996  [2022-01-18]. ISBN 9789576383502. （原始内容存档于2020-10-31）.
6. ↑  . 交通部觀光局 日月潭國家風景區管理處.   [2018-07-10]. （原始内容存档于2017-10-16） （中文（繁體））.
7. ↑  . 南投觀光旅遊網.[]
8. ↑  佐山融吉. . 南天. 1996  [2022-01-18]. ISBN 9789576383038. （原始内容存档于2021-02-01）.
9. ↑  入江暁風. . 金沢書店. 1924.
10. ↑  達西烏拉彎‧畢馬. . 晨星.   [2003-08-01]. ISBN 9574554740. （原始内容存档于2019-08-06）.
11. ↑  達西烏拉彎‧畢馬. . 晨星.   [2003-07-15]. ISBN 9574554570. （原始内容存档于2019-08-06）.
12. ↑  . 國立台灣博物館.[永久]
13. ↑  南投縣魚池鄉邵族文化發展協會,"臺灣日月潭邵族部落原特色全導覽",97年度原住民族部落產業發展計劃,2008年.